# Ferrovia Transmongolica
La linea Transmongolica è una tratta ferroviaria che collega la città di Ulan-Udė, in Russia, con la Cina, attraversando la Mongolia, passando per Ulan Bator (capitale della Mongolia), e per la parte mongola del deserto del Gobi.
A nord, a Ulan-Udė, la Transmongolica è connessa con la ferrovia Transiberiana; in territorio cinese la ferrovia prosegue verso sud, fino ad Ulanqab, dove è connessa con la rete centrale cinese, e quindi con Pechino.

## Storia
La linea Transmongolica fu costruita tra il 1947 ed il 1961. È stata particolarmente importante per lo sviluppo dei trasporti in Mongolia in quanto prima della sua costruzione erano presenti sul territorio nazionale solamente 43 km di tratte ferroviarie.

## Caratteristiche tecniche

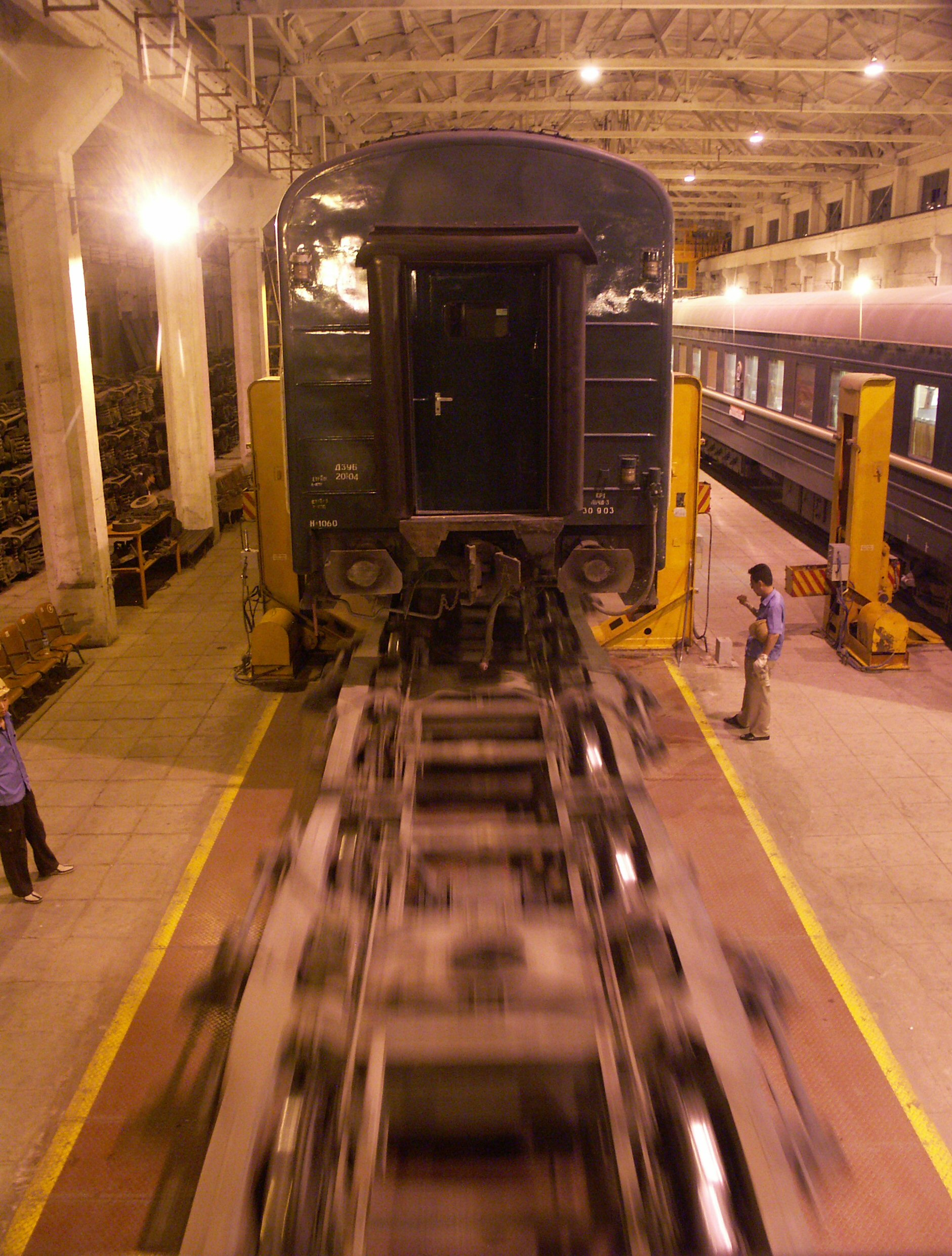
Le fasi del cambio di scartamento a Erenhot

Per questa linea ferroviaria sono stati adottati due scartamenti:
- quello largo, detto anche russo, di 1520 mm, utilizzato in territorio russo e nella Mongolia;
- quello ordinario di 1435 mm in territorio cinese.

Presso Erenhot (Erlian), dove avviene il cambio dello scartamento e il passaggio dalla rete ferroviaria mongola a quella cinese, si rende pertanto necessaria una sosta al confine di quattro ore per la sostituzione dei carrelli delle vetture.

## Percorso

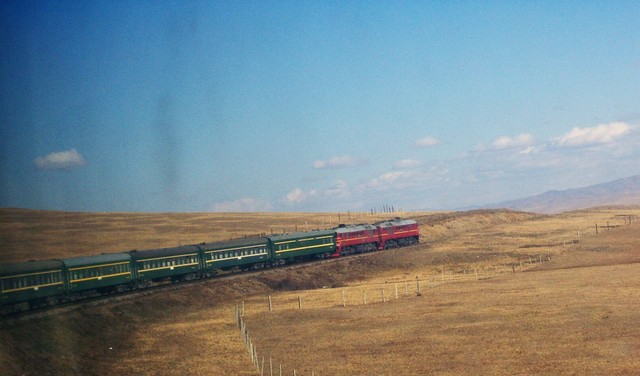
Convoglio della Transmongolica nel deserto del Gobi

| Unknown route-map component "CONTgq" | Unknown route-map component "STR+r" |  |

| Station on track |

| Station on track |

|  | Unknown route-map component "ABZgl" | Unknown route-map component "CONTfq" |

| Stop on track |

| Small bridge over water |

| Stop on track |

| Stop on track |

| Stop on track |

| Stop on track |

| Stop on track |

| Stop on track |

| Stop on track |

| Stop on track |

| Station on track |

| Unknown route-map component "GRZq" + Restricted border on track |

| Station on track |

| Stop on track |

| Stop on track |

| Station on track |

| Stop on track |

| Stop on track |

| Stop on track |

| Stop on track |

| Stop on track |

| Unknown route-map component "GRZq" + Restricted border on track |

| Stop on track |

| Stop on track |

| Stop on track |

| Stop on track |

| Continuation forward |

## Traffico
Le ferrovie mongole Mongolyn Tômôr Zam trasportano oltre l'80% delle merci in un Paese scarsamente popolato e dalle grandi distanze.
Per questo motivo, per i convogli che attraversano il Paese in zone poco popolate, vengono spesso utilizzate coppie di locomotive per evitare che con l'avaria di un singolo mezzo di trazione le linee restino bloccate in attesa di un ricambio che potrebbe necessitare molto tempo ad arrivare (date le grandi distanze), il che potrebbe avere, oltre al disagio dei passeggeri, gravi conseguenze per l'approvvigionamento del paese. Negli ultimi anni sono stati costruiti molti punti di incrocio lungo la ferrovia transmongolica, che resta però principalmente a binario unico e non elettrificata, con l'eccezione della tratta in territorio cinese, dove la linea è a doppio binario.
Dopo la caduta del comunismo il trasporto merci è sceso della metà, per tornare ai livelli precedenti solo nel 2005.
Sulla relativamente piccola rete ferroviaria mongola viene anche effettuato il 30% circa del traffico passeggeri nazionale. Con 4,1 milioni di passeggeri l'anno, si sono raggiunti già nel 2001 i livelli di prima del 1991.
Negli ultimi anni, tuttavia, le realizzazioni di diversi tratti di strade asfaltate stanno facendo un'agguerrita concorrenza alla ferrovia.